# Helaeomyia oligocrada
Helaeomyia oligocrada är en tvåvingeart som beskrevs av Mercedes Lizarralde de Grosso 1982.
Helaeomyia oligocrada ingår i släktet Helaeomyia och familjen vattenflugor. Inga underarter finns listade i Catalogue of Life.